# كازاليكيو دي رينو
كازاليكيو دي رينو (بالإيطالية: Casalecchio di Reno)‏ هي بلدية في مقاطعة بولونيا في إقليم إميليا رومانيا الإيطالي.

## السكان
في سنة 1861 بلغ عدد السكان 2٬316 نسمة، وتطور العدد ليصل في سنة 2011 لـ 35٬173 نسمة.
يظهر هذا المخطط البياني تطور النمو السكاني لـ كازاليكيو دي رينو

## توأمة
لكازاليكيو دي رينو اتفاقيات توأمة مع كل من:
- ترنتشين
- Pápa [الإنجليزية]‏

## أعلام
- ماركو بالوتا
- كارلو بيدريتي
- لارا سانت باول